# Lerodea eufala
Lerodea eufala là một loài bướm ngày thuộc họ Hesperiidae. Nó được tìm thấy ở bờ biển của Georgia, phía nam through Florida và phía tây vượt qua miền nam Hoa Kỳ đến miền nam California, phía nam qua México và Trung Mỹ đến Patagonia. Vào mùa hè, chúng bay đến tận phía bắc đến trung bộ California, North Dakota, miền nam Wisconsin, miền bắc Michigan và thủ đô Washington D.C..

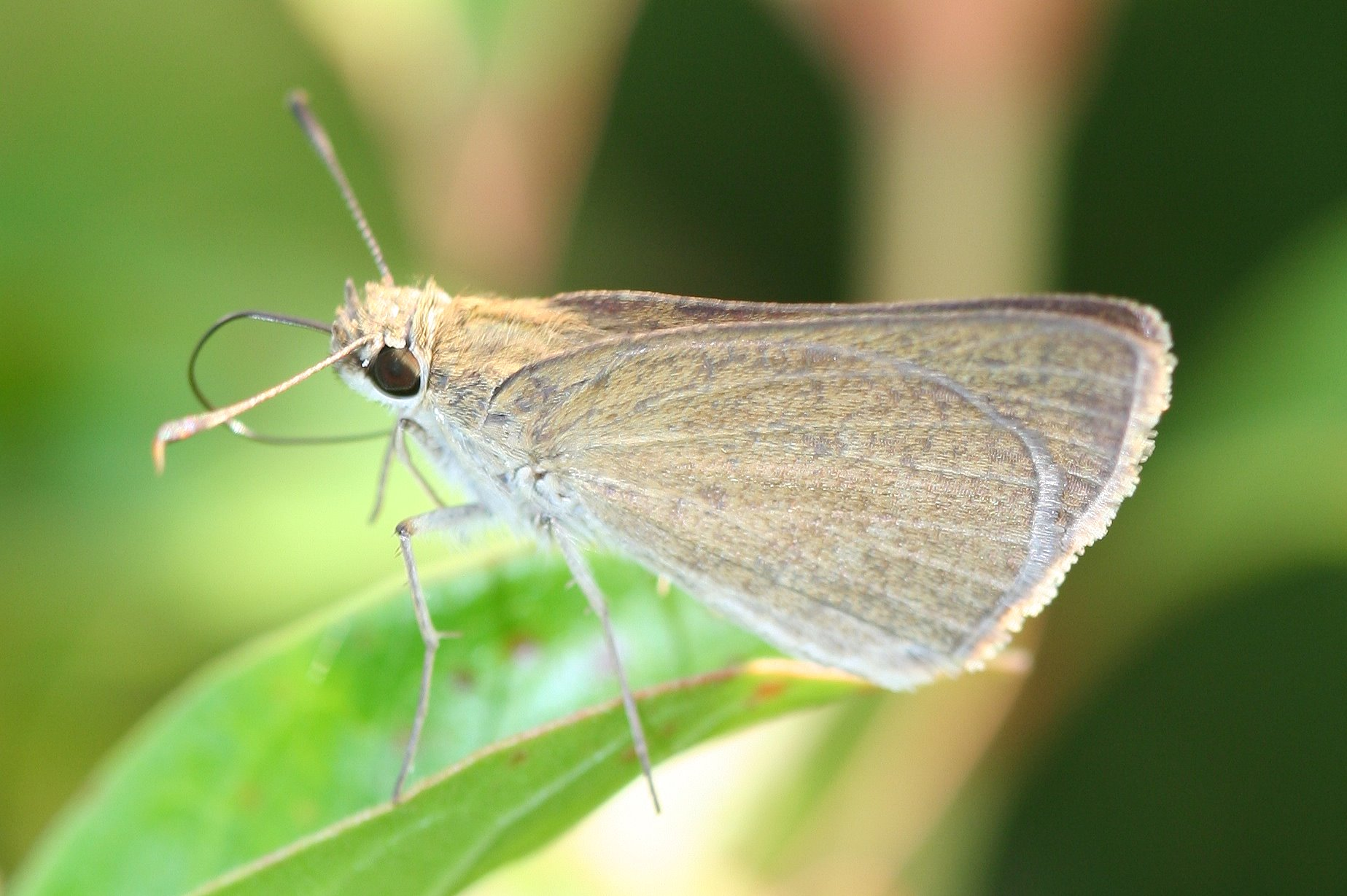

Sải cánh dài 25–32 mm. Có hai lứa một năm, con trưởng thành bay from tháng 2 đến tháng 10 ở tận cuối phía nam. Có nhiều lứa một năm ở Florida, miền nam Texas và Arizona.
Ấu trùng ăn nhiều loại cỏ bao gồm Sorghum halepense, Cynodon dactylon and Saccharum officinarum. Con trưởng thành ăn mật họa bao gồm hoa của cây croton, alfalfa, composites và lippia.

## Phân loài
- Lerodea eufala eufala
- Lerodea eufala concepcionis (Chile)